# Otwarty Uniwersytet Bangladeszu
Otwarty Uniwersytet Bangladeszu (ben. বাংলাদেশ উন্মূক্ত বিশ্ববিদ্যালয়; ang. Bangladesh Open University (BOU)) – publiczna uczelnia założona 21 października 1992 roku w Bangladeszu. Otwarty uniwersytet, którego główny kampus znajduje się w Board Bazar w dywizji Dhaka. Na całą uczelnię składa się 7 szkół, 12 centrów zasobów regionalnych, 80 biur koordynujących oraz ponad 1000 centrów krajowych. Wydziały uniwersytetu obejmują m.in. Wydział Nauk Społecznych, Wydział Edukacji, Wydział Rolnictwa, Wydział Biznesu i Wydział Technologii.